# Incaspiza laeta
Tentilhão-inca-de-bigodes ou canário-andino-de-bigodes (Incaspiza laeta) é uma espécie de ave da família Emberizidae.
É endémica do Peru.
Os seus habitats naturais são: florestas secas tropicais ou subtropicais e matagal tropical ou subtropical de alta altitude.